# Salomon I av Ungern

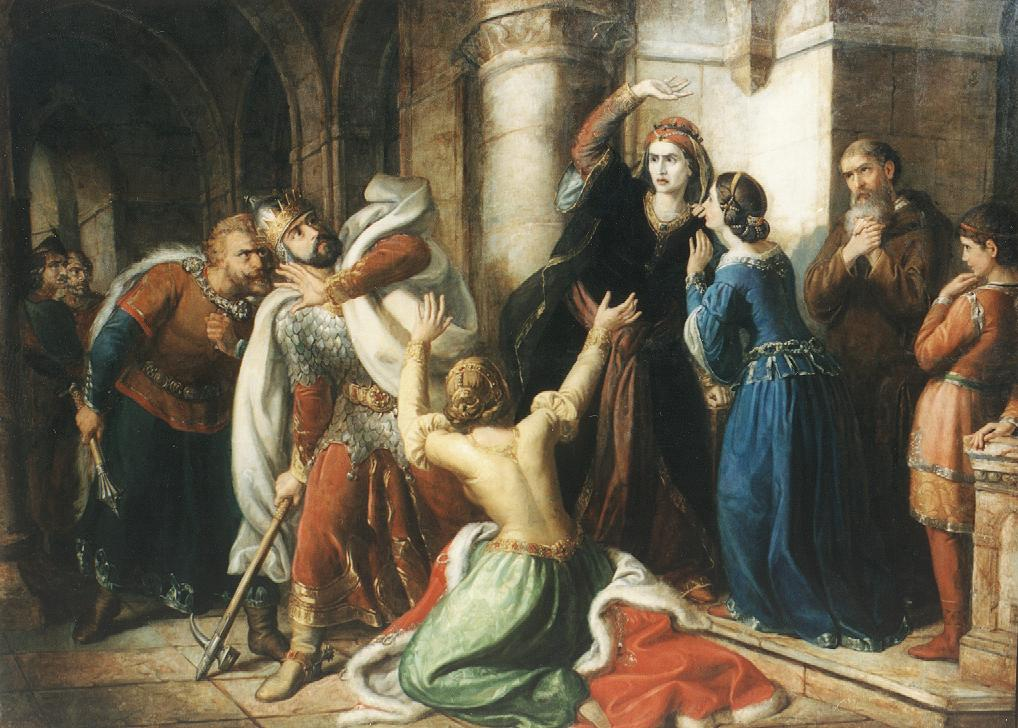
Kung Salomon blir dömd av sin mor år 1084. Målad av Soma Orlai Petrich (1855–1857).

Salamon, född 1052, var kung av Ungern mellan 1063 och 1074.

## Biografi

### Tidigt liv
Son till Andreas I och drottning Anastasia.
Under den tid då Salomons far Andreas ännu inte hade fått något eget barn lovade denne tronen till prins Béla. Men efter att Salomon fötts ville Andreas att hans son skulle efterträda honom. 1057. Därmed kröntes Salomon Konstantin IX Monomachos. Dessutom bortgiftes barnkungen i mitten av september 1058 med den tyske kungens kusin, den då tonåriga Judit. Vid samma tid slöt Andreas och Béla fred med varandra.
Efter Andreas död i Zirc flyttade hans änka tillsammans med Salomon och hans fru till Henrik IV:s hov i Tyskland. Henrik eskorterade Salomon tillbaka till Székesfehérvár, där den unge kungen kröntes igen. Drottning Anastasia gav prins Otto Attilas svärd och de andra tyska furstarna blev också rikt belönade.
Men knappt hade Henrik IV kommit tillbaka till Regensburg förrän prins Géza gick till angrepp i Ungern, med arméer tillhöriga den polske fursten Boleslav II. Barnkungen Salomon tvingades med hela hovet att flytta till Mosony. Géza lyssnade dock till biskoparnas råd och slöt fred med Salomon den 20 januari 1064 vid Győr.
Den 11 april 1064 firade kusinerna påsken tillsammans. Dessutom krönte Géza själv Salomon.

### Regeringstid
De tyska riddarna fick ökat inflytande vid Salomons hov. Starkast av dem var Vid, herre till grevskapet Bács (Grevskap- och stadsledare hade titeln ispán i det medeltida Ungern). Detta tåldes inte av Géza och hans bröder och de försökte skydda landet från utländskt inflytande.
Inledningsvis förde de krig i södra Ungern och på Balkan för att säkra Ungerns gränser. Striderna fortsatte till 1071, då Niketas, ledaren i Belgrad, kapitulerade. 
En period av strider mellan Géza och Solomon följde, men 1072 upptog de tillsammans kampen mot Belgrad igen.
Efter att de slagits tillbaka, kände Géza sig själv inte längre vara säker utan skickade Ladislaus till Ryssland samt riddare Lambert till Polen för att hämta hjälp. 1073 slöt Géza och Salomon fred men de tyska riddarna, särskilt Vid och Marquard, uppmuntrade Salomon att förstöra Gézas makt och döda honom.
Salomon angrep Géza den 26 februari 1074. Först segrade han vid Nagy-Iván, men snart ankom Ladislaus och Otto (Ladislaus svåger) med elva "banderier" (adliga familjers egna förband). De starka arméerna segrade över Salomon vid Mogyoród den 14 mars. Salomon måste flytta och han bad om hjälp från Henrik IV, men denna uteblev eftersom kejsaren hade egna problem i sitt rike. Endast efter det att Salomon lovat att Ungern skulle bli en tysk vasallstat kom Henrik till hjälp, men Gézas taktik att tillämpa den brända jordens taktik och ödelägga vägen för den tyska armén var framgångsrik. Dessutom exkommunicerade påven Gregorius VII Henrik den 22 februari 1076. Med kejsare Henrik lämnade också hans tant (drottning Judit, Salomons hustru) Ungern.
Under denna tid belägrade Salomon Nyitra vilken plats han tvingades lämna så hastigt att han förlorade kronan han fått från den bysantinske kejsaren. Kronan återfanns ett par hundra år senare i marken vid Ivánka.
Salomon gömde sig i Pozsony och den 14 april erkände han även Géza som kung. I varje fall ville han, att Géza skulle dela makten med honom. Mikael VII Ducas erkände också Géza som kung och sände honom den krona som avbildas i den övre delen av kronan vilken ungerska kungen sedan använde därefter.

### Exil
Salomons liv tedde sig därefter likt en utstött. Han ville dock vinna makten tillbaks. Även när Géza erbjöd honom två tredjedelar av landet accepterade Salomon inte detta, han ville ha hela makten.
När Géza dog den 25 april 1077 valdes Ladislaus till kung. Han erkände först Salomons makt, men - då denne återigen fordrade hela makten - låste han in honom i borgen Visegrád. Senare samma år släppte Ladislaus Salomon fri. Denne sökte bundsförvanter utomlands mot den hedniske Ladislaus. När han 1085 kom tillbaka till Ungern med sin armé besegrade han således Ladislaus och de hedniska trupperna definitivt. 
Salomon återvände därefter aldrig till Ungern, utan deltog i krig i andra länder. Enligt traditionen kom dock Salomon en gång tillbaka i hemlighet. Han ska då som en lösdrivare ha bott i en grotta vid Pola. Vid Ungerns 1000-årsjubileum år 1895 ställde biskopen av Pola-Parenzo ut kungens gravsten, som bar inskriften "HIC REQUIESCIT ILLVSTRISSIMVS SALAMON REX PANNONIE".
Officiellt blev Salomon begravd i Belgrad. Han hade inga barn och hans hustru Judith av Schwaben gifte om sig redan under Salomons livstid. 
Nuförtiden anser ungrarna att Salomon var en modig kung och han har getts en positiv roll i det litterära.